# Grubenunglück von Stolzenbach

Schematischer Grundriss der Grube Stolzenbach mit der Bohrung, durch die das Mikrofon hinabgelassen wurde

Das Grubenunglück von Stolzenbach war eine Bergwerkskatastrophe, die sich am 1. Juni 1988 in der Schachtanlage Stolzenbach im Borkener Braunkohlerevier in Hessen ereignete. Bei dem Grubenunglück kamen 51 der 57 eingefahrenen Bergleute, Handwerker und Steiger ums Leben.
Nach der Rettung der letzten überlebenden Bergleute wurde die Grube Stolzenbach nicht wieder eröffnet, sondern mit Beton versiegelt und stillgelegt.

## Chronologie

### Unglück

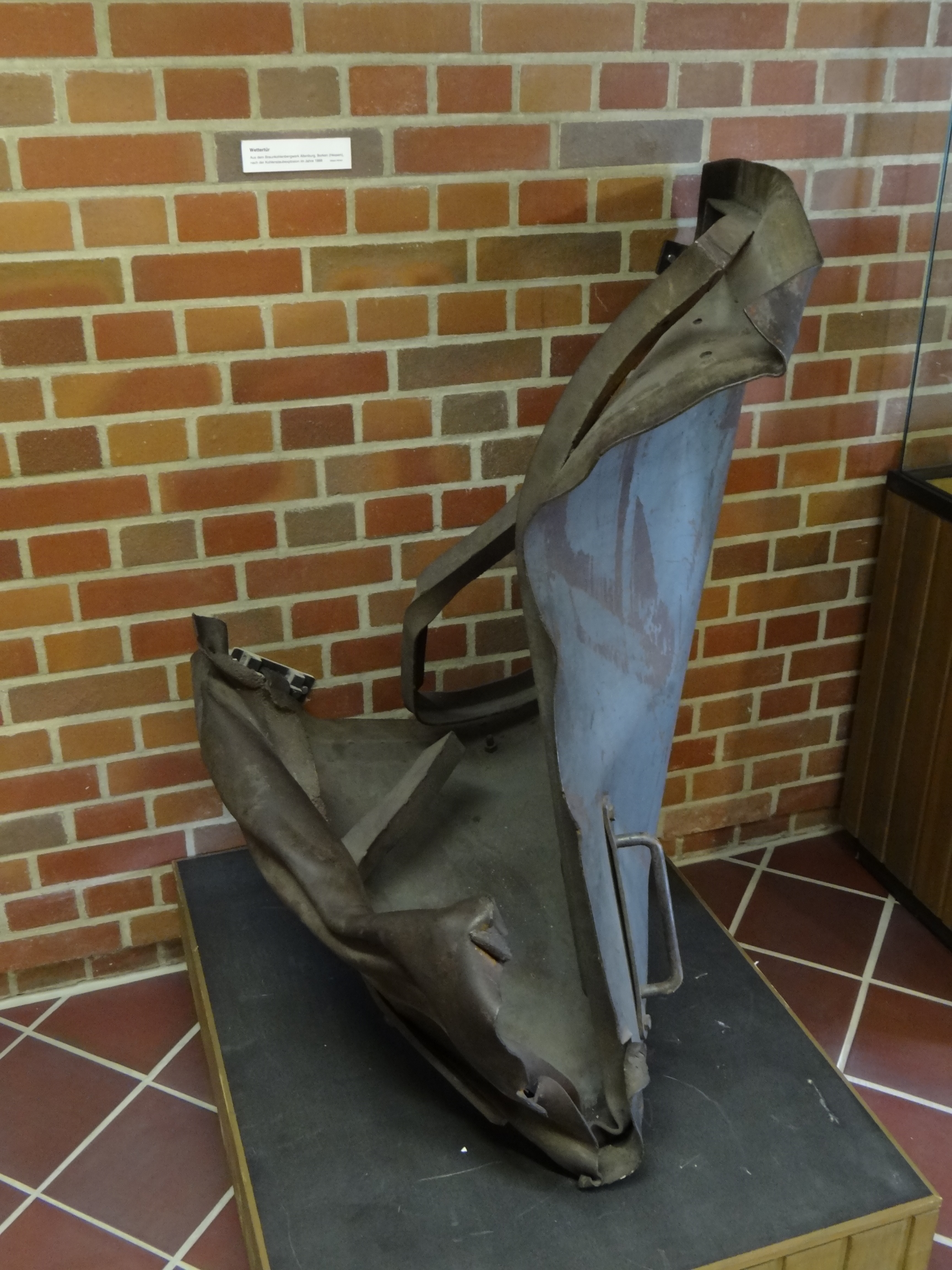
Zerstörte Wettertür aus der Grube
(Original; gezeigt im Deutschen Bergbau-Museum)

Am 1. Juni 1988 gegen 12:30 Uhr kam es im Nordfeld der Grube bei Raubarbeiten in einem ausgebeuteten Abbaufeld unmittelbar nach der Sprengung des Ausbaus zu einer Kohlenstaubexplosion. Von sechs Sprengladungen zündeten fünf wie geplant gleichzeitig, die sechste, verzögert gezündete, entflammte den aufgewirbelten Kohlenstaub, der in großen Mengen auf dem Stahlausbau lag. Die Druckwelle breitete sich bis zum Ostfeld aus und verwandelte einen Großteil des vorhandenen Luftsauerstoffs in giftiges Kohlenmonoxid.
Die Explosion war so gewaltig, dass große Betonteile bis zu 200 m weit geschleudert wurden. Acht Bergleute der Mittagschicht, die gerade einfahren wollten, wurden teilweise schwer verletzt.
Die Verbindungen zu den Bergleuten unter Tage wurden bei der Explosion zerstört, weder Grubenfunk noch -telefon funktionierten. Durch den Ausfall der Energieversorgung waren auch die Bewetterung, die Fördereinrichtungen und die Druckluftversorgung der Grube außer Betrieb. Zudem wurden die in den drei Wetterschächten installierten Fahrten mitsamt den Ruhebühnen bei der Explosion herausgeschleudert und auch die Einfassungen der Wetterschächte schwer beschädigt.

### Rettungsarbeiten
Trotz sofort eingeleiteter Maßnahmen konnte der erste Trupp der Grubenwehr Stolzenbach erst um 13:40 Uhr in den Materialschrägstollen einfahren, wo er schwere Zerstörungen im Bereich der Materialstrecken und des Seilfahrtschachts Nordfeld feststellte. Zusammen mit der Grubenwehr Hirschhagen und dem Technischen Hilfswerk wurde versucht, über die Fahrten in den Wetterschächten vorzudringen. In 60 bzw. 80 Meter Teufe stießen die Wehrmänner auf eine extrem hohe Kohlenmonoxidkonzentration. Der Sauerstoff war von der Explosion vollkommen aufgebraucht worden. Da die üblichen CO-Filterselbstretter für derartig hohe CO-Konzentrationen ungeeignet waren, da sie zum Atmen Sauerstoff in der Umgebungsluft voraussetzen, ging man zunächst davon aus, dass es keine Überlebenden geben konnte. Für solche Bedingungen sind nur Sauerstoff-Selbstretter geeignet, die durch eine chemische Reaktion den Atemsauerstoff selbst erzeugen und so von der Umgebungsluft unabhängig machen. Mit solchen Sauerstoffselbstrettern wurden später auch die Überlebenden aus der Grube durch die Giftgase bis zu Tage gebracht.
Die Hauptstelle für das Grubenrettungswesen in Clausthal-Zellerfeld alarmierte insgesamt 29 Grubenwehren. Insgesamt wurden 807 Wehrmänner und eine Hundestaffel eingesetzt. Um die Bergungsarbeiten und die Angehörigen vor Schaulustigen zu schützen, wurde das Gelände großräumig abgesperrt.
Etwa drei Stunden nach der Explosion, um 15:20 Uhr, hatte ein Mitarbeiter der Elektrik-Abteilung einen Funkspruch aufgefangen, nach welchem sich sechs Überlebende auf Berg 1-Nord, im Ostteil der Grubenanlage, befanden. Dieser Teil der Grube war so abgelegen und weit vom vermuteten Ausgangspunkt der Explosion entfernt, dass die Chancen für ein Überleben von allen Beteiligten dort am höchsten eingeschätzt wurde. Obwohl die Mitteilung über den Funkspruch direkt an den Krisenstab weitergegeben wurde, unternahm der Krisenstab in den kommenden Stunden nichts, um für diesen Teil der Grube gezielt Rettungsmaßnahmen einzuleiten. In einer Pressekonferenz um 18 Uhr wurde der Empfang des Funkspruches vom Krisenstab zunächst dementiert und dann am darauf folgenden Tag als Irrtum eingeordnet.
Bis zum Vormittag des 2. Juni 1988 konnten 29 Bergleute nur noch tot geborgen werden. Die Presse titelte bereits 57 Tote.
Es wurden Bohrungen niedergebracht, um die Situation vor Ort zu klären. Hierbei wurde auch gemessen, inwieweit Gase oder Sauerstoff vorhanden sind. Bei der Bohrung im Ostfeld wurde am 3. Juni um 20:20 Uhr festgestellt, dass keine giftigen Gase austraten.
Um 00:15 Uhr des 4. Juni stand fest, dass in dem Abschnitt, in dem die Bohrung niedergebracht worden war, aufgrund von Einbrüchen in die Strecke keine Bewetterung vorhanden war. Da auch keine giftigen Gase austraten, keimte Hoffnung auf, Überlebende zu finden. Jedoch konnten von unter Tage zunächst keinerlei Geräusche gehört werden, bis ein Reporter vom Hessischen Rundfunk auf die Idee kam, ein Richtmikrofon herunterzulassen. Um 01:15 Uhr erreichte das Mikrofon 70 Meter unter Tage. Dies war aber nicht tief genug, um mit Sicherheit Überlebende zu orten. Aus dem Kasseler Studio des HR wurden weitere 100 Meter Mikrofonkabel gebracht. Mit dem zusätzlichen Kabel wurden die Eingeschlossenen erreicht und es stand fest: Es gibt Überlebende. Sie überlebten in einem kurzen Streckenabschnitt, der von der Feuerwalze nicht erreicht worden war. Es handelte sich um jene sechs Bergleute, die wenige Stunden nach dem Unglück einen Funkspruch mit ihrer Position im Ostfeld abgesetzt hatten.
Erst um 4:20 Uhr erreichten die Grubenwehren die Überlebenden unter Tage. Zwischen 5:20 Uhr und 6:10 Uhr kamen die sechs Überlebenden aus der Grube Stolzenbach über Tage an.
Der 10. Juni nahm den Angehörigen die letzte Hoffnung, ihre unter Tage gebliebenen Männer lebend wiederzusehen. Die letzten vermissten Bergleute wurden tot geborgen.

### Trauer
Nach der Bergung wurde in Borken in einer gemeinsamen Trauerfeier mit über 3000 Trauergästen der unter Tage gebliebenen Kumpel (38 Deutsche und 13 Türken) gedacht. Die Leichen der türkischen Kumpel wurden zur Beisetzung in die Türkei geflogen.

### Prozesse
2008 förderten Redakteure des HR Gutachten des Betreibers Preussen Elektra von 1967 zutage, wonach die dort geförderte Kohle einen Feuchtigkeitsgehalt von ca. 22 bis 25 Prozent aufwies. Der 1988 verwendete Sprengstoff durfte aber vom Betreiber nur für Kohle mit einer Feuchte von ca. 40 Prozent genutzt werden. Angesichts des explosionsgefährlichen Kohlenstaubes wäre es nach dem Berggesetz Pflicht des Betreibers gewesen, weniger gefährliche, aber auch teurere Wettersprengstoffe zu verwenden; zudem waren in der Grube auch keine im Steinkohletiefbau üblichen Gesteinsstaub- oder Wassertrogsperren eingebaut.
Die Angehörigen der getöteten Bergleute reichten daraufhin zivilrechtlich Schadensersatzklage gegen den Rechtsnachfolger E.ON ein; strafrechtlich war bereits eine Verjährung eingetreten. Das Landgericht Kassel wies im August 2014 die Klage ab. In der Berufungsinstanz äußerte das Oberlandesgericht Frankfurt die Rechtsansicht, dem Grunde nach komme ein Anspruch der Hinterbliebenen auf Schmerzensgeld wegen fahrlässigen Unterlassens durchaus in Betracht, vermutlich sei aber bereits die Verjährung des Anspruches eingetreten. Daraufhin beendeten die Parteien den Rechtsstreit im November 2016 mit einem Vergleich, über dessen Inhalt Stillschweigen vereinbart wurde.

## Gedenken vor Ort
Am ehemaligen Seilfahrtschacht befindet sich heute eine Gedenkstätte, die vom Hessischen Braunkohlebergbaumuseum betreut wird. Alljährlich am 1. Juni kommen die Hinterbliebenen hier zum stillen Gedenken zusammen.

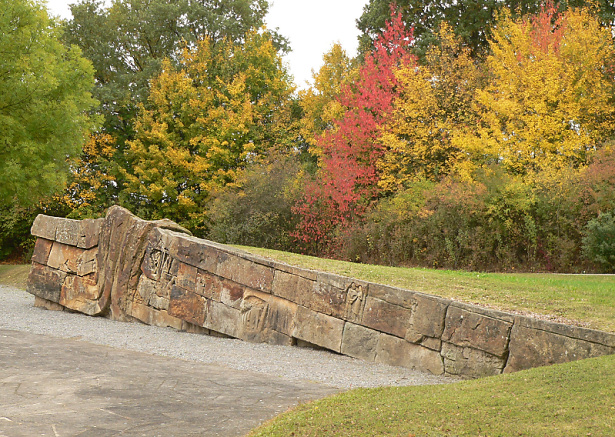
Gedenkstätte Stolzenbach
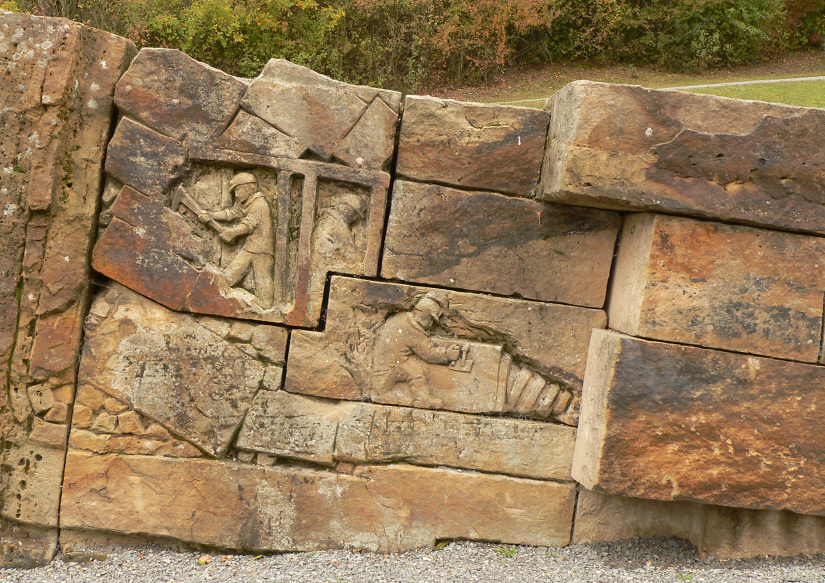
Detail des Denkmals
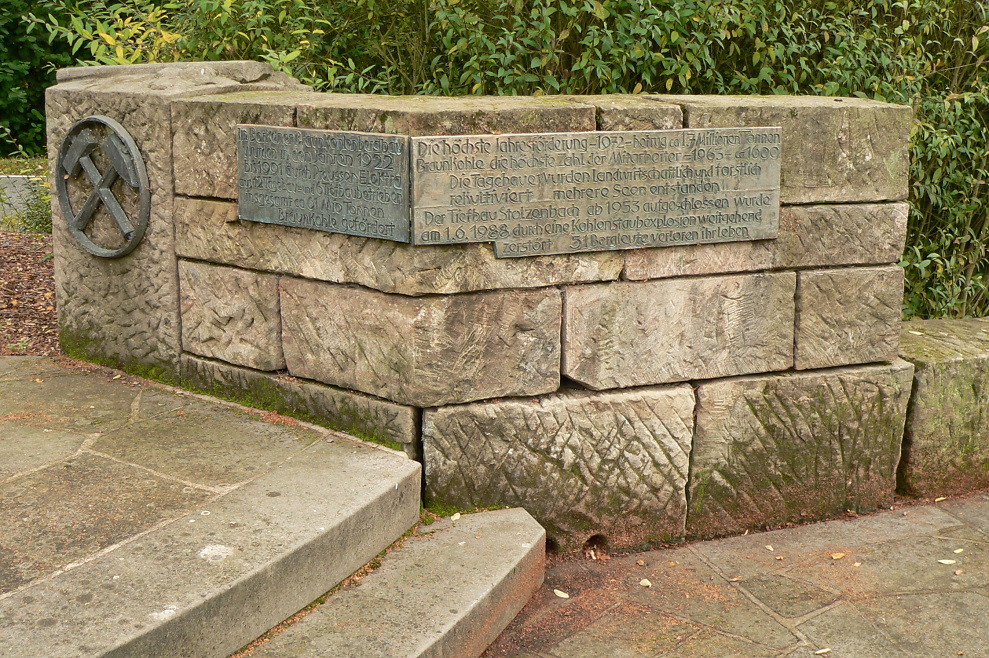
Beschriftung